# Niviventer eha
Niviventer eha är en däggdjursart som först beskrevs av Wroughton 1916. Niviventer eha ingår i släktet Niviventer och familjen råttdjur. Internationella naturvårdsunionen kategoriserar arten globalt som livskraftig. Inga underarter finns listade i Catalogue of Life.
Denna gnagare förekommer i bergstrakter i södra Kina (provinser Tibet och Yunnan) och Nepal samt i angränsande områden av nordöstra Indien och Myanmar. Den lever i regioner som ligger 2000 till 3700 meter över havet. Habitatet utgörs av bergsskogar med barrträd, rhododendron, bambu och buskar. Individerna hittas ofta nära vattendrag eller på klippor. Antagligen har Niviventer eha förmåga att anpassa sig till förändrade landskap.
Vuxna exemplar är 11 till 13 cm långa (huvud och bål), har en 16,5 till 19,5 cm lång svans och väger 22 till 65 g. Bakfötterna är ungefär 3 cm långa och öronens längd ligger vid 1,8 cm. Den långa och mjuka pälsen har på ryggens topp en ockra färg. Fram mot sidorna blir den mer orangebrun. Det finns en tydlig gräns mot den ljusgråa undersidan. I ansiktet förekommer ofta mörkare fläckar från nosen till ögat på varje sida. En tydlig mörk fläck finns bredvid varje öra. Den långa svansen har en svartbrun ovansida och en lite ljusare undersida. Vid svansens spets bildar längre hår en tofs. Niviventer eha har fem fingrar vid framtassarna och fem tår vid bakfoten lilltån är påfallande liten. Alla fingrar och tår har en vit färg. Honans tre par spenar är fördelade över bröstet, bukens mitt och regionen vid ljumsken.
Födan utgörs främst av insektslarver som kompletteras med större insekter, frukter och rötter. Arten går främst på marken och den är nattaktiv.